# Cor Illa de Menorca

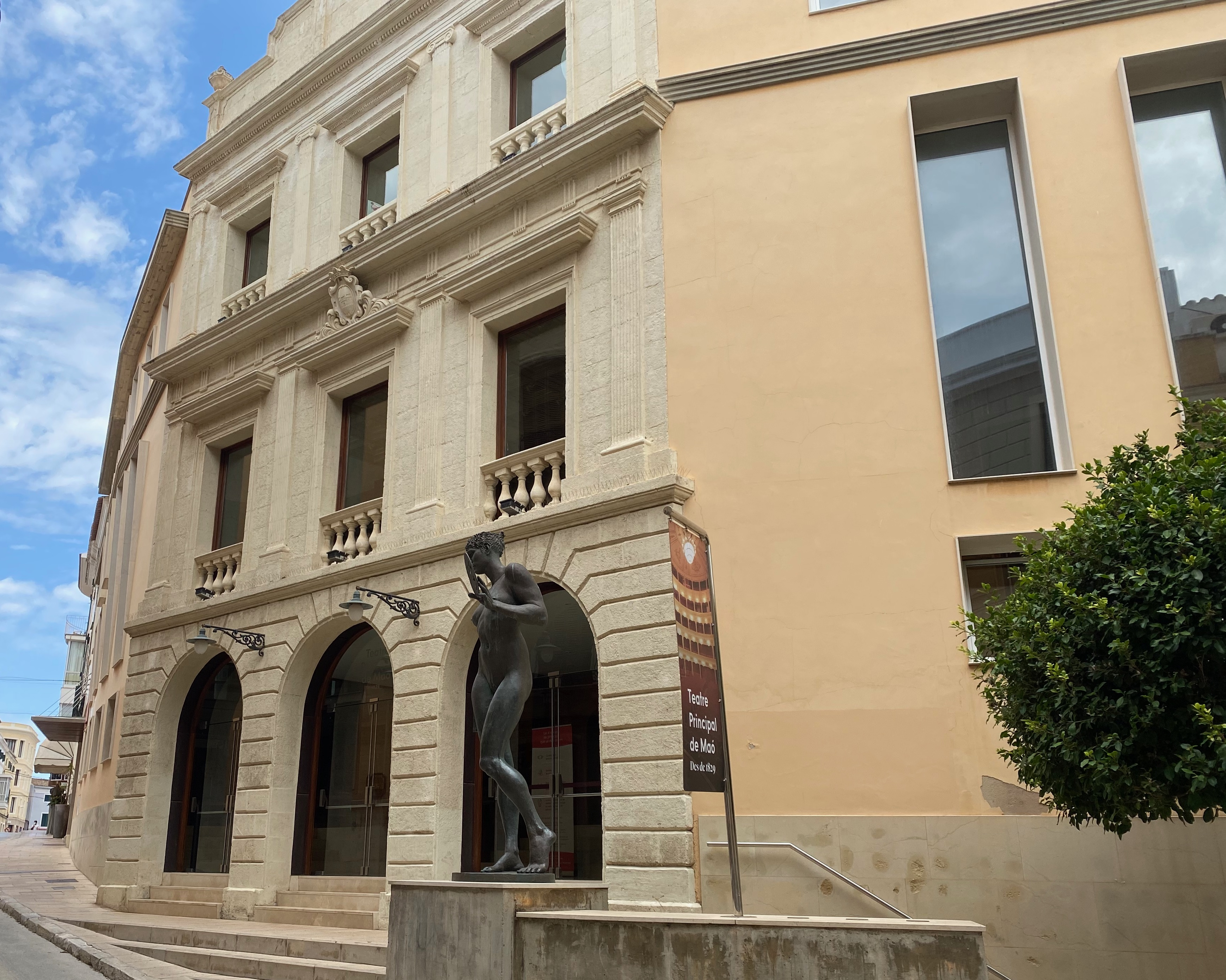
Teatre Principal de Maó (façana)

El cor Illa de Menorca va sorgir l'any 2000, arran de l'escissió del cor de l'òpera del Teatre Principal de Maó. No té caràcter professional, tot i que els seus membres demostren un gran interès a preparar el repertori que interpreten. La procedència dels integrants és diversa, concentrada als pobles del llevant de Menorca, especialment Maó. La franja d'edats és molt àmplia, des dels quinze anys d'alguna cantaire fins als setanta d'altres membres. Des dels seus inicis, el director és Antoni Pons Morlà i la seva mestra de cant és Martina Garriga Andreu.
Tot i la curta existència d'aquesta agrupació coral, el repertori que ha interpretat és molt ampli. En aquest sentit, cal destacar el seu gust per muntatges amb solistes professionals i amb acompanyament orquestral. Entre les seves produccions, es poden citar L'elisir d'amore, de G. Donizetti, la Cançó d'amor i de guerra, de Rafael Martínez i Valls i el Canto general, de Mikis Theodorakis
Així mateix, s'ha de remarcar el gust d'aquesta agrupació pel repertori dels compositors menorquins, com ara del mestre Benet Andreu. També cal citar l'estrena del Cant d'Alaior, himne commemoratiu del 700 aniversari del poble d'Alaior, amb lletra de Pere Gomila i música d'Antoni Pons Morlá.
El març de 2010, aquesta agrupació celebra el seu desè aniversari amb un concert al Teatre Principal de Maó.